# Oblastní rada Misgav
Oblastní rada Misgav (hebrejsky מועצה אזורית משגב‎, mo'aca ezorit Misgav, anglicky Misgav Regional Council) je oblastní rada v Severním distriktu v Izraeli. Členské obce se nacházejí v kopcovité krajině v centrální a západní části Dolní a Horní Galileje, po obou stranách údolí Bejtkeremského údolí, poblíž měst jako Karmiel nebo Sachnin, která ale pod jurisdikci oblastní rady nespadají.

## Dějiny

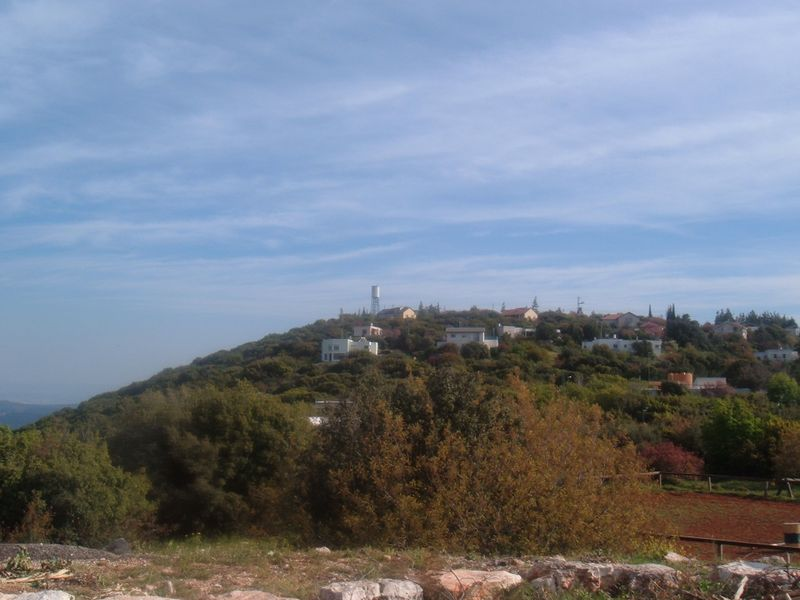
Celkový pohled na obec Kamon na hoře Har Kamon

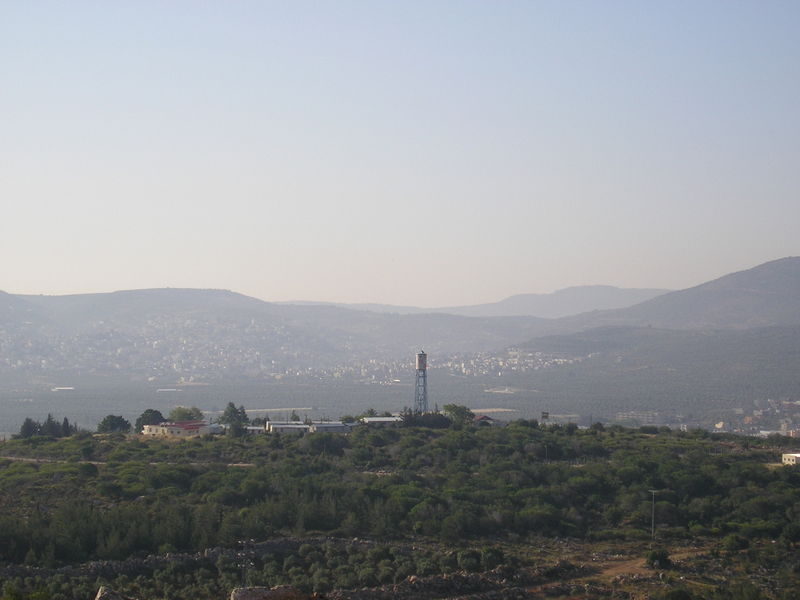
Celkový pohled na obec Ešbal

Jméno oblastní rady je odvozeno od místního názvu, který zmiňuje starověký historik Flavius Iosephus. Někdy bývá pro židovská sídla v oblastní radě Misgav používáno také označení Guš Segev (גוש שגב‎) – Blok Segev.
Novověké židovské osidlování tohoto regionu začalo až v 2. polovině 20. století. První židovskou vesnicí tu byl polovojenský opěrný bod typu Nachal zvaný Segev, založený roku 1953. Od roku 1957 se proměnil na civilní mošav, ale čelil ekonomickým a sociálním potížím a byl fakticky opuštěn. Druhým pokusem o židovské osidlování byl vznik mošavu Jodfat roku 1960, které se podařilo uspět. Nicméně ještě v polovině 70. let 20. století se v těchto centrálních oblastech Galileje nacházela jen jedna židovská vesnice (a židovské město Karmiel založené v Bejtkeremském údolí)
Hlavní osidlovací tah přišel až od konce 70. let 20. století, kdy byl spuštěn program Micpim be-Galil, v jehož rámci v Galileji vzniklo několik desítek nových židovských vesnic. Nově byl roku 1983 osídlen i skomírající Segev, nyní pojmenovaný Acmon. Zakládání nových židovských sídel tu pokračovalo po celá 80. léta. Oblastní rada Misgav vznikla v roce 1982 a kromě velké části nově založených židovských vesnic zahrnula později i několik osad obývaných arabskými Beduíny.
Cílem zakládání nových vesnic bylo posílení židovských demografických pozic v tomto regionu. Dále šlo o to nabídnout populaci v severním Izraeli rezidenční bydlení předměstského stylu, mimo velká centra osídlení. Vznikla tu proto také průmyslová zóna Misgav.
Sídlo úřadů oblastní rady leží v zóně Misgav poblíž vesnic Rakefet a Acmon. Oblastní rada má velké pravomoci zejména v provozování škol, územním plánování a stavebním řízení nebo v ekologických otázkách.

## Seznam sídel
Oblastní rada Misgav sdružuje 7 kibuců (přičemž ale kibuc Jachad je součástí vesnice Hararit a kibucy Kišor a Pelech nemají trvalé obyvatelstvo a nejsou považovány za administrativně samostatné obce), 1 mošav a 22 společných osad (jišuv kehilati). Kromě toho do ní patří i 6 vesnic obývaných izraelskými Araby respektive Beduíny.

### Kibucy
- Ešbal
- Jachad
- Kišor
- Lotem
- Moran
- Pelech
- Tuval

### Mošav
- Jodfat

### Společné osady
- Acmon
- Avtaljon
- Curit
- Ešchar
- Gilon
- Chaluc
- Hararit
- Charašim
- Ja'ad
- Juvalim
- Kamon
- Koranit
- Lavon
- Ma'ale Cvija
- Manof
- Michmanim
- Micpe Aviv
- Morešet
- Rakefet
- Šechanja
- Šorašim
- Tal El

### Arabské vesnice
- Arab an-Na'ím
- Dmeide
- Chusnija
- Kamane
- Ras al-Ajn
- Salláma

## Demografie
K 31. prosinci 2014 žilo v Oblastní radě Misgav 26 000 obyvatel. Z celkové populace bylo 18 900 Židů. Včetně statistické kategorie „ostatní“, tedy nearabští obyvatelé židovského původu, ale bez formální příslušnosti k židovskému náboženství, jich bylo 19 100. Ostatní jsou většinou izraelští Arabové.
| Rok            | 1983  | 1995   | 2006   | 2008   | 2009   | 2010   | 2011   | 2012   | 2013   | 2014   |
| -------------- | ----- | ------ | ------ | ------ | ------ | ------ | ------ | ------ | ------ | ------ |
| Počet obyvatel | 1 900 | 12 100 | 20 600 | 20 600 | 21 700 | 22 600 | 23 600 | 24 500 | 25 300 | 26 000 |